# 사우디아라비아 국왕컵
사우디아라비아 국왕컵(영어: Kings Cup)은 사우디아라비아의 축구 토너먼트이다. 정식 명칭은 두 개의 성스러운 모스크의 수호자컵(아랍어: كأس خادم الحرمين الشريفين)이다. 첫 대회는 1957년에 열렸다. 처음에는 사우디 챔피언스컵(King Cup of Champions)으로 불리었으나, 2014년부터 지금의 명칭으로 변경되었다.

## 대회 구성
사우디 챔피언스컵은 8개 팀이 참가하는 토너먼트로 진행되며 사우디 프리미어리그의 상위 여섯 팀과 파이살 왕자 컵, 사우디아라비아 크라운 프린스 컵의 우승 팀이 참가한다. 이 대회의 우승 팀은 AFC 챔피언스리그 출전권을 얻게 된다.